# Creuer Scharnhorst
|  | Per a altres significats, vegeu «Scharnhorst». |

El Scharnhorst fou una nau capital pertanyent a la Kriegsmarine alemanya que participà en la Batalla de l'Atlàntic de la Segona Guerra Mundial. Va ser el líder de la classe Scharnhorst, que incloïa el seu buc bessó Gneisenau. Degut a les seves característiques se l'ha descrit alternativament com a cuirassat i com a creuer de batalla, i encara no s'ha arribat a un consens al respecte. Va rebre el seu nom en honor del general prussià i reformador de l'exèrcit Gerhard von Scharnhorst, així com per commemorar el creuer blindat SMS Scharnhorst, que fou enfonsat a la batalla de les Malvines al desembre de 1914 durant la Primera Guerra Mundial.
El vaixell fou construït a les drassanes Kriegsmarinewerft, a Wilhelmshaven. La col·locació de quilla va ser realitzada el 15 de juny de 1935, i el seu amarament més d'un any després, el 3 d'octubre de 1936. Fou completat el 7 de gener de 1939, amb un armament principal de nou canons SK C/34 de 280 mm en muntura triple. Es van fer plans per substituir aquest armament per sis canons SK C/34 de 380 mm, però la conversió mai fou duta a terme.
El Scharnhorst i el Gneisenau van operar junts durant gran part de la Segona Guerra Mundial, duent a terme principalment incursions a l'Atlàntic per fer ràtzies contra les naus mercants aliades. A la seva primera operació, el Scharnhorst enfonsà el creuer auxiliar britànic HMS Rawalpindi en un ràpid enfrontament. Més tard les dues naus participaren en l'Operació Weserübung, la invasió alemanya de DInamarca i Noruega. Durant el curs d'aquesta campanya els creuers s'enfrontaren breument contra el creuer de batalla britànic HMS Renown, i més tard enfonsaren el portaavions HMS Glorious junt amb els seus destructors escorta Acasta i Ardent. En aquest enfrontament, el Scharnhorst assolí un dels impactes d'artilleria naval més llunyans de la història, tocant el Glorious a 24.100 metres de distància.
A principis de 1942, després d'un intens bombardeig, els bessons van trencar el bloqueig britànic i van travessar amb èxit el Canal de la Mànega, anant des de la França ocupada fins a Alemanya, a l'anomenada Operació Cerberus. A principis del següent any, el Scharnhorst es va unir al cuirassat Tirpitz a Noruega per ajudar a interceptar les naus mercants aliades destinades a la Unió Soviètica. En aquesta operació, el creuer, junt amb una escorta de destructors, van fer una incursió a l'Atlàntic per interceptar un comboi, però foren atacats per un destacament britànic liderat pel cuirassat HMS Duke of York en el que seria conegut com a la batalla del Cap Nord. En aquest enfrontament, el Scharnhorst va ser enfonsat pels anglesos, amb només 36 supervivents dels 1.968 tripulants.

## Els germans - Scharnhorst i Gneisenau
El vaixell va ser construït a Wilhelmshaven, sent botat el 3 d'octubre de 1936 i comissionat el 7 de gener de 1939. El seu primer comandant va ser Otto Ciliax (fins al 23 de setembre de 1939). Després del servei inicial va ser modificat el 1939. L'informe d'artilleria després d'enfrontar-se amb el HMS Renown va indicar serioses inundacions a la torreta A que reduïen seriosament la seva efectivitat. El seu blindatge era el mateix que el d'un cuirassat, i si no fos pel petit calibre dels seus canons hagués estat catalogat com a cuirassat pels britànics (la Kriegsmarine sempre els qualificà de Schlachtschiffe (vaixells de guerra)). Ambdós vaixells, considerats manejables i ràpids (amb una velocitat punta de 31,5 nusos) sempre eren mencionats conjuntament.
El Scharnhorst tenia 9 canons de 28 cm, que li donaven un llarg abast i una bona potència de penetració de blindatge, però tot i la seva velocitat, no tenia opció als canons de major calibre de la majoria dels cuirassats del moment; particularment pels problemes tècnics i d'inundacions que experimentà.

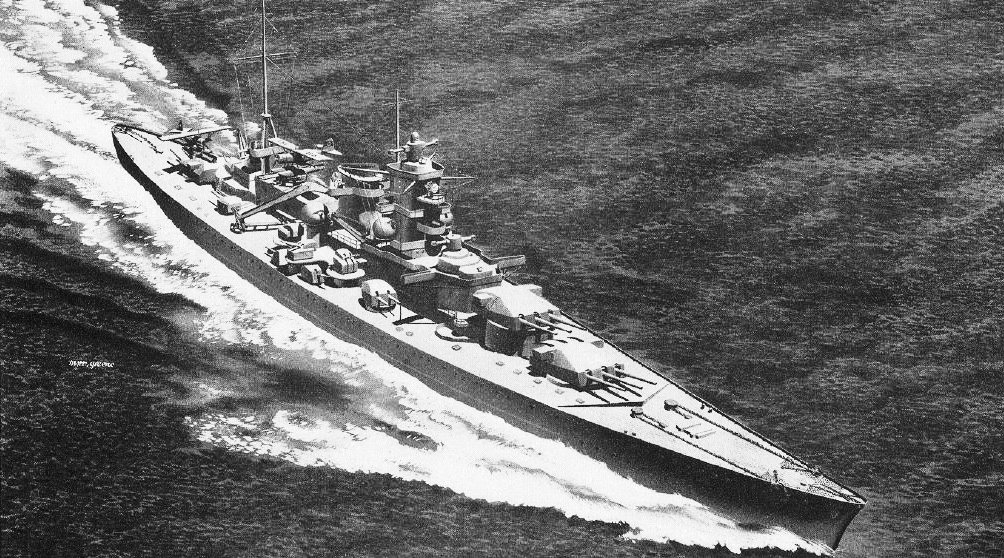
Scharnhorst

Posteriorment es proposà de modificar l'armament principal a 6 canons de 38 cm en 3 torretes bessones que s'haurien d'implementar. Llavors el Scharnhorst podria ser un oponent formidable, més ràpid que qualsevol altre vaixell capital britànic i tan armat com ell. Però donades les prioritats imposades per la guerra, i posteriorment per la mateixa situació de guerra, va mantenir durant tota la seva carrera els canons de 28 cm. Tant el Scharnhorst com el Gneisenau van ser dissenyats per tenir un gran radi d'acció per permetre'ls atacar el comerç.

## Història operativa
La primera operació de guerra del Scharnhorst va ser una sortida pel pas entre Islàndia i les Faroe, entre el 21 i el 27 de novembre de 1939, juntament amb el Gneisenau, en la que enfonsaren el mercant britànic HMS Rawalpindi, tot i que la seva víctima va defendre's durament. El capità del Rawalpindi, Edward Coverley Kennedy, havia rebut l'avís cap a les 15:30 conforme s'havia vist un gran vaixell de guerra, Kennedy l'identificà com el Deutschland. Veient un altre gran vaixell, Kennedy suposà que seria un creuer pesant britànic, i esperava que serien la salvació del Rawalpindi. A més, ignorà els trets d'avis del Scharnhorst. Malauradament, l'altre vaixell era el Gneisenau, i Kennedy es trobà envoltat. La batalla durà tot just 15 minuts, amb el Scharnhorst enfonsant el Rawalpindi i matant a 238 dels seus tripulants, incloent a Kennedy. Els alemanys van salvar 38 supervivents de les aigües gelades, mentre que els capitans alemanys comentaven la valentia del capità i de la seva tripulació.

### Operació Weserübung

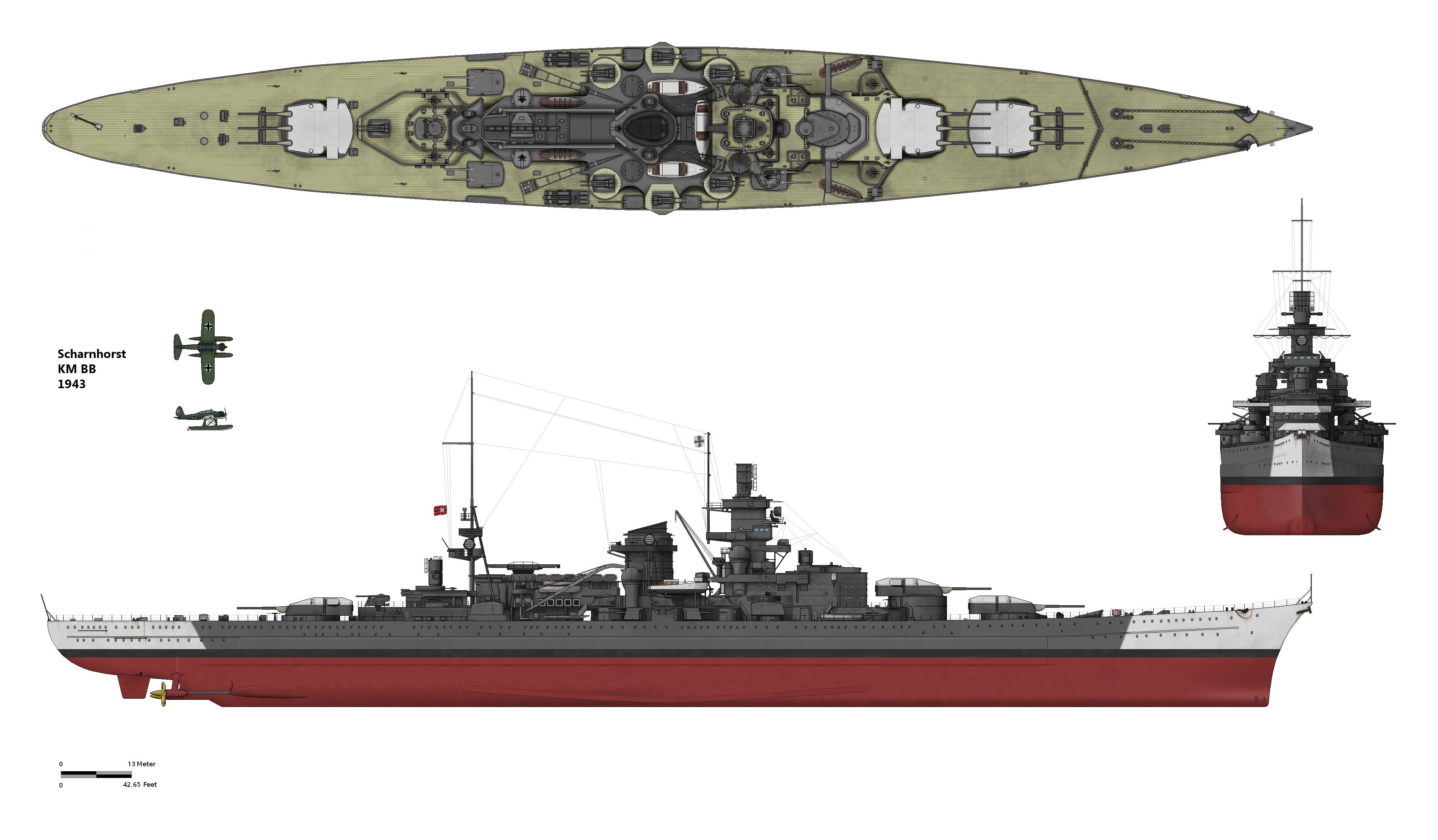
Scharnhorst

A la primavera de 1940, el Scharnhorst i el Gneisenau van cobrir la invasió de Noruega. Van enfrontar-se al creuer britànic HMS Renown el 9 d'abril de 1940, però sense resultats definitius.
Paral·lelament a l'Operació Juno, el Scharnhorst i el Gneisenau van enfonsar el portaavions britànic HMS Glorious i els seus destructors d'escorta Acasta i Ardent el 8 de juny, a uns 64° nord a Noruega. Les salves del Scharnhorst van tocar el Glorious a les 16:32, abans que pogués llançar els seus torpediners. La segona salva del Scharnhorst, a les 16:38, tocà al Glorious des de 24.000m (un dels impactes aconseguits des de més lluny). Una salva posterior del Gneisenau impactà al pont. Els destructors havien començat a llançar fum per protegir tant al Gloriosu com a si mateixos, a més de llançar torpedes contra els vaixells alemanys. A les 17:39, el Scharnhorst va rebre l'impacte d'un dels 4 torpedes llançats per l'Acasta. 50 mariners van ser morts, 2.500 tones d'aigua van penetrar en el vaixell, i una torreta va ser posada fora de combat. L'Ardent va ser enfonsat cap a les 17:20 havent llançat 7 atacs de torpedes.
L'Almirall Wilhelm Marschall, a bord del vaixell insígnia Gneisenau, ordenà al Scharnhorst l'alto el foc i disparar sobre el Glorious. En aquell moment, el Gneisenau estava 4.000m més a prop del Glorious que no pas el Scharnhorst. El Glorious s'enfonsà poc després de les 18:30. Ambdós vaixells es dirigiren immediatament cap a Trondheim per ser reparats, ja que donada la seva posició exposada no podien aturar-se a recollir supervivents de qualsevol dels vaixells. El 13 de juny, bombarders Blackburn Skua del Ark Royal van atacar el Scharnhorst a port, però només una bomba va tocar-lo.
Com a resultat de l'acció, van morir entre 1.474 i 1.530 mariners britànics.
No va ser fins al 23 de juny en què va poder arribar a Kiel i entrar al dic sec. Va estar-s'hi fins a finals de 1940. A finals d'any, juntament amb el Gneisenau, intentaren superar el bloqueig britànic de l'Atlàntic nord, però retrocediren quan el Gneisenau va ser danyat.

### Sortida a l'Atlàntic
Del 22 de gener al 22 de març de 1941, el Gneisenau i el Scharnhorst aconseguiren trencar el bloqueig britànic i sortir a mar obert per atacar les rutes de navegació britàniques, sent l'única en què ho aconseguiren. A les ordres de l'Almirall Lütjens, el 3 de febrer van passar l'estret de Dinamarca i l'endemà arribaren al sud de Groenlàndia. El Comboi HX-106 va ser atacat el 8 de febrer, però l'atac va ser abandonat quan albiraren el cuirassat britànic HMS Ramillies. Dotze dies després, el 22 de febrer, van aconseguir enfonsar a 4 mercants aliats a l'est de Terranova. En operar en una zona de l'Atlàntic on la cobertura aèria britànica era molt feble o inexistent, les naus alemanyes aconseguiren eludir la Royal Navy i, entre el 7 i el 9 de març van atacar el comboi SL-67, només abandonant l'atac quan arribà el cuirassat HMS Malaya.
El 15 de març van atacar un comboi sense escorta, format per petrolers buits que tornaven cap a Amèrica al sud-est de Terranova, i l'endemà, van detectar i atacar un nou comboi, del qual van enfonsar 13 vaixells (4 d'ells pel Scharnhorst). Aquest va ser el darrer combat abans d'arribar al port francès de Brest el 22 de març. E Scharnhorst havia enfonsat 8 vaixells, amb un tonatge de 49.300 tones del total de 22 vaixell i tonatge combinat d'115.600. L'operació s'estengué durant dos mesos exactes, i el viatge de 17.800 milles va ser tota una fita pels principals vaixells alemanys.
Durant els mesos següents, el Comandament de Bombarders de la RAF atacaria mentre que estava a port. L'atac de més èxit tingué lloc el 24 de juliol de 1941, en la que va rebre l'impacte de diverses bombes de penetració que van causar diverses inundacions que el van fer escorar 8º. Els danys van costar 4 mesos de reparacions.

### El Canal

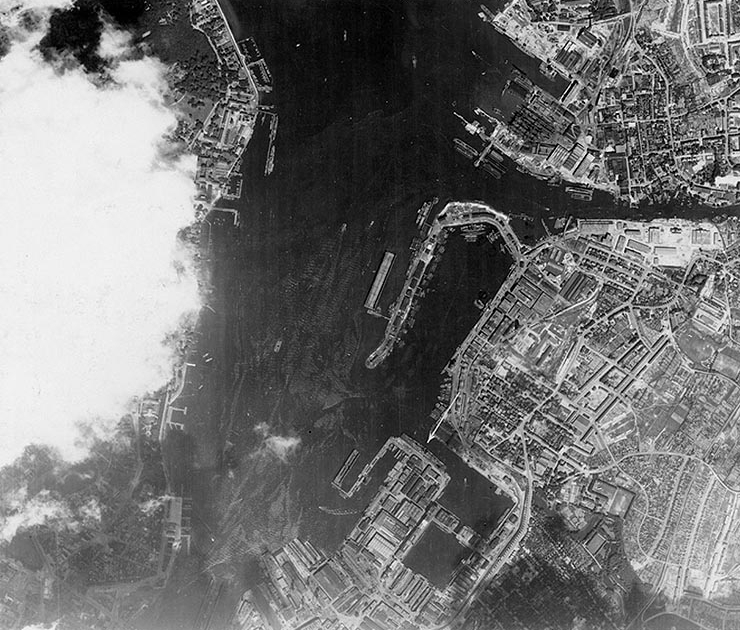
Fotografia de reconeixement de la RAF del Scharnhorst a Brest, abans de Cèrber. La fletxa senyala al Scharnhorst

Mentre que es trobaven a Brest, els vaixells alemanys van ser l'objectiu de repetits atacs aeris, tot i que sovint poc organitzats. El juliol del 1941, el Scharnhorst salpà del port de La Rochelle cap al sud de Brest. Havent estat advertits de la travessia pel reconeixement aeri i per la Resistència Francesa, els Aliats es preocuparen amb el fet que el comencés a atacar el comerç. Van llançar un atac de 15 bombarders Handley Page Halifax. Els danys del bombardeig van ser seriosos a causa de les moltes inundacions. Això obligà al Scharnhorst a tornar a Brest per sotmetre's a reparacions. Els danys causats d'aquest i d'altres atacs, juntament amb problemes mecànics propis, van fer que el Scharnhorst no estigués operatiu fins a finals de 1941, quan es decidí enviar els dos creuers de batalla i el creuer pesant Prinz Eugen de tornada a Alemanya. Com que era massa arriscat intentar-ho via l'Atlàntic nord, van fer la travessia entre l'11 i el 13 de febrer a través del Canal de la Mànega, escortats per dotzenes de dragamines i d'altres vaixells petits. En ser agafats amb la guàrdia baixa, els britànics no van poder aturar als vaixells ni mitjançant atacs aeris ni marítims, tot i que el Gneisenau i el Scharnhorst van ser danyats per les mines (el Scharnhorst va topar amb dues mines, i el Gneisenau amb una)

### Operació Zitronella
Les tasques de reparació van tenir al Scharnhorst fora de combat fins al març de 1943, quan es dirigiren cap a la Noruega septentrional per unir-se al Tirpitz i amenaçar les rutes àrtiques dels combois que es dirigien a la Unió Soviètica. Es van realitzar diversos exercicis durant els mesos següents, arribant al clímax en el bombardeig de Spitsbergen el 8 de setembre de 1943, juntament amb el Tirpitz.

### Operació Ostfront

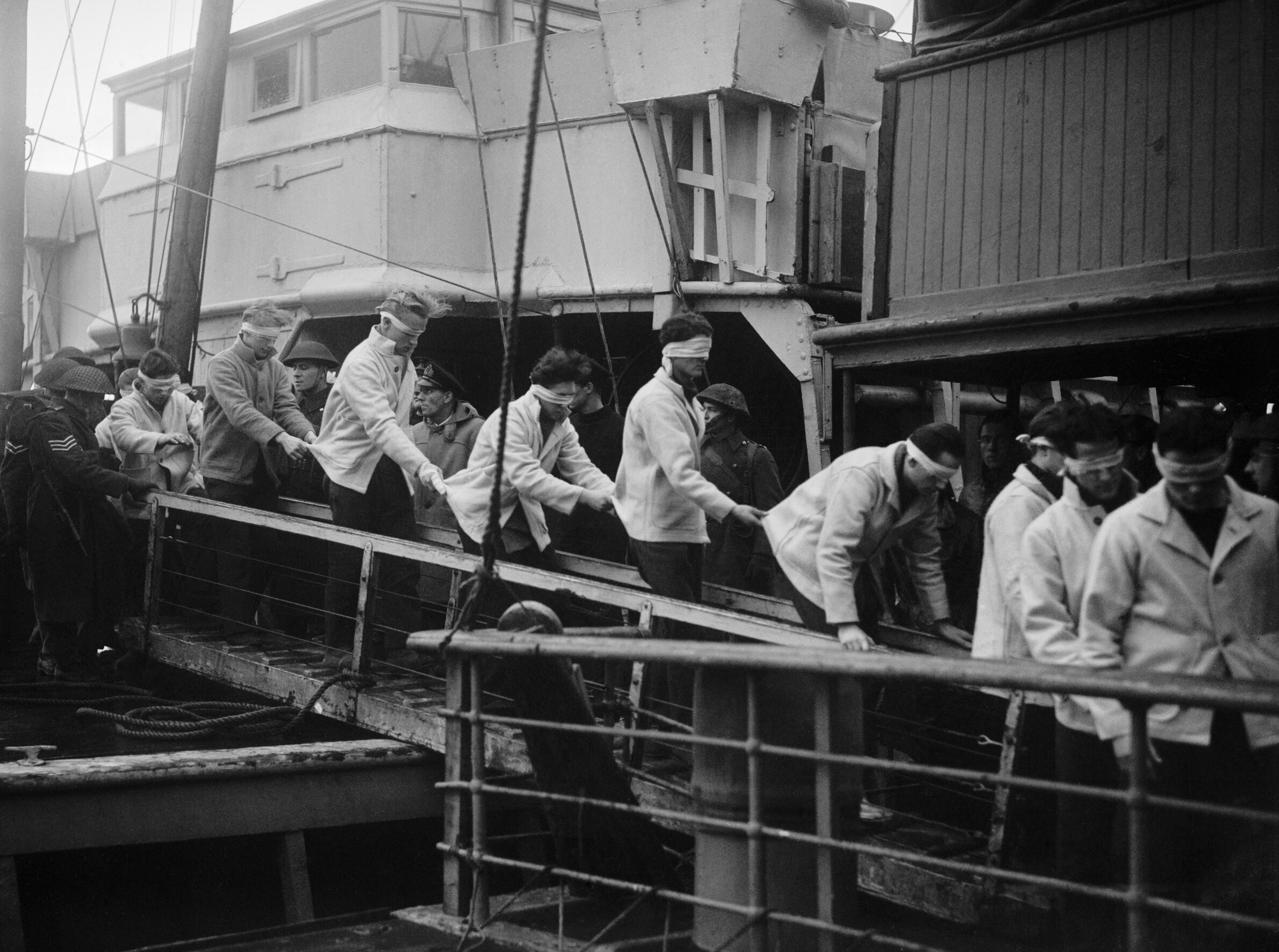
Supervivent del Scharnhorst, amb els ulls embenats, desembarquen a la base de Scapa Flow, el 2 de gener de 1944

El dia de Nadal de 1943, acompanyat de diversos destructors i sota el sota el comandament del Konteradmiral Erich Bey, el Scharnhorst salpà amb el propòsit d'atacar els combois àrtics JW 55B i RA 55A al nord de Noruega. Desafortunadament pels alemanys, les seves ordres havien estat interceptades pels escoltes britànics i l'Almirallat va poder dirigir les seves forces per interceptar-los. L'endemà, amb mar pesada i incapaç de localitzar al comboi, Bey va destacar als destructors i va enviar-los cap al sud, deixant sol al Scharnhorst. Menys de dues hores després, es trobà amb l'escorta del comboi: els creuers HMS Belfast, Norfolk, i Sheffield. El Belfast havia marcat al Scharnhorst a les 08:40 amb el radar, i a les 09:41, el Sheffield havia establert contacte visual. Sota la cobertura de la neu, els creuers britànics van obrir foc. El Belfast provà d'il·luminar al Scharnhorst mitjançant bengales, però no va tenir èxit. El Norfolk, pel seu costat, obrí foc usant el seu radar per mesurar on queien les salves i aconseguí dos tocats. Un d'aquests impactà sobre el radar aeri principal del Scharnhorst, incapacitant-lo per tornar foc acurat amb baixa visibilitat. El Norfolk patí danys menors.
Per tal d'intentar passar pel costat del comboi, Bey ordenà al Scharnhorst que prengués curs sud-est lluny dels creuers. A darrera hora del vespre, l'escorta del comboi, incloent al cuirassat HMS Duke of York, van establir contacte i van obrir foc. Malgrat la pèrdua de l'hangar i d'una torreta, el Scharnhorst va aconseguir momentàniament incrementar la distància respecte als seus perseguidors. El Duke of York el tornà a agafar i tornà a obrir foc, i la segona salva destruí la torreta A. Les inundacions parcials van disminuir els efectes de les explosions. Cap vaixell de la Royal Navy havia patit danys greus, tot i que el seu vaixell insígnia havia perdut un dels pals. A les 18:00, la bateria principal del Scharnhorst quedà en silenci, i a les 18:20 quedà a l'abast dels destructors. El Duke of York disparà la 77a salva a les 19:28.
Tot i els danys greus, l'armament secundari seguia disparant mentre que el creuer HMS Jamaica i els destructors Musketeer, Matchless, Opportune i Virago van apropar-se per llançar-li torpedes a les 19:32. Els darrers 3 torpedes, llançats pel Jamaica a les 19:37 des de 2 milles van marcar el final. En total, es van disparar 55 torpedes i 2.195 salves contra el Scharnhorst.
El Scharnhorst va enfonsar-se el 26 de desembre de 1943 a les 19:45, amb les hèlixs encara girant. D'una tripulació formada per 1.968 homes només van haver 36 supervivents, entre els quals no hi havia cap oficial.
Després de la batalla, l'almirall Fraser envià el següent missatge a l'Almirallat: "... Si us plau, facin-ho saber al Comandant de la Marina Noruega. El Stord va participar notablement a la lluita i n'estic molt orgullós..."; i en una entrevista al The Evening News el 5 de febrer de 1944, el comandant de l'HMS Duke of York afirmà que: "... el destructor noruec Stord portà a terme l'atac més valent de tota l'acció..."
Aquell vespre, l'almirall Bruce Fraser reuní als seus oficials a bord del Duke of York: "Senyors, la batalla contra el Scharnhorst ha acabat en victòria per a nosaltres. Espero que si qualsevol de vostès ha de comandar un vaixell en acció contra un enemic tan superior, comandaran el vaixell amb tanta valentia com avui ha estat comandat el Scharnhorst".

## Comandants
- KzS Otto Ciliax - 7 de gener de 1939 - 23 de setembre de 1939
- KzS Kurt-Caesar Hoffmann - 23 de setembre de 1939 - 31 de març de 1942
- KzS / KAdm Friedrich Hüffmeier - 31 de març de 1942 - 13 d'octubre de 1943

(Promogut a KADM l'1 d'octubre de 1943.)
- KzS Fritz Hintze - 13 d'octubre de 1943 - 26 de desembre de 1943 (†)